# The Winning of Sally Temple
The Winning of Sally Temple è un film muto del 1917 diretto da George Melford. La sceneggiatura di Harvey F. Thew si basa sul romanzo The Heart of Sally Temple di Rupert Sargent Holland, pubblicato a New York nel 1913.

## Trama
Nella Londra del 1700, l'attrice Sally Temple aiuta i suoi vicini di Plump Lane che così possono pagare il loro padrone di casa, il duca di Chatto. Quando Lady Pamela, la pupilla di Lord Ramsey, si sposa tre settimane prima di compiere la maggiore età, Sally viene scelta per impersonare la ragazza che deve incontrare il tutore che non la vede ormai da molti anni. Lord Ramsey, vedendo Sally, se ne innamora, ignorando che lei non è la sua pupilla. I due sono coinvolti così in una serie di equivoci, ma alla fine riescono a coronare il loro sogno d'amore. Come regalo di nozze, Lord Ramsey dona a Sally Plump Lane dopo aver costretto il duca di Chatto a cedergliela. Lei, allora, la regala ai suoi abitanti.

## Produzione
Il film fu prodotto dalla Jesse L. Lasky Feature Play Company.

## Distribuzione
Il copyright del film, richiesto dalla Jesse L. Lasky Feature Co., fu registrato l'8 febbraio 1917 con il numero LP10152.
Distribuito dalla Paramount Pictures, il film - presentato da Jesse L. Lasky - uscì nelle sale cinematografiche statunitensi il 19 (o 26) febbraio 1917.
Una copia completa della pellicola viene conservata negli archivi della Library of Congress.